# 東瀧川信號場
東瀧川信號場（日语：／ Higashi-takikawa shingōjō */?）是位於北海道瀧川市，屬於北海道旅客鐵道（JR北海道）根室本線的信號場，原為提供客運服務的鐵路車站。車站編號為T22，電報略號為ヒワ。因着使用人數稀少，2025年3月15日隨時間表改正被廢站，然而因着其設有交會設施，廢站後仍保留信號場的功能。

## 車站構造

### 原站房
設有木建高樓底單層站房一座。廢站後站房已被閉鎖。出入口設於右側，進站後即為候車大堂，當中設有四張獨立式四座位的塑膠候車座椅，左側牆身掛上了於當地出身的作曲家仁木他喜雄的名歌謠曲《可愛小馬》的手寫書法歌詞；右側牆身則用作展示當地「幌倉地區」的歷史，包括由當地學校學生所寫作的報告，而原來「幌倉驛」（ ）的站牌仍保留在候車室內。
至於左側，則為原有的站務室以及用作處理貨物的放置處，無人化後已不再使用，但位於驗票口旁的服務窗口側仍然獲保留下來，未有如其他車站、當無人化後往往都被木板所圍封。
站前廣場外的東側設置了仁木他喜雄的顯彰歌碑，而《可愛小馬》的第一節歌詞及首句旋律的五線譜亦被刻在歌碑上。

### 原月台
設有兩個側式月台，採用千鳥式模式，靠近站房為上行月台，但現時停車的月台部份與站房完全不相接，通過驗票口後，還需要往右前行約60米後才到達月台；至於下行月台的構造上與島式月台無疑，其內側靠近上行的路軌，只是不像外側一樣經過路面平整及月台邊的修整，因此上行列車無法在此月台上進行上落。上行月台長度約為120米，有效長度為6輛，而下行月台則長約85米，有效長度為4輛。下行月台與站房以跨線密封式的行人天橋連接。而為免受惡劣天氣影響，天楀兩側的出入口均加裝了門和隔板。
| 月台 | 路線      | 方向 | 目的地     |
| ---- | --------- | ---- | ---------- |
| 1    | ■根室本線 | 上行 | 瀧川方向   |
| 2    | ■根室本線 | 下行 | 富良野方向 |

## 歷史
- 1913年11月10日： 以國有鐵道幌倉車站而開始營業。一般車站。
- 1950年：站房改建[4][5]。
- 1954年11月10日：改稱為東瀧川車站。
- 1961年9月20日：廢除貨物處理。
- 1982年5月30日：廢除行李處理。同時開始無人化。加設了連接下行月台的行人天橋。
- 1987年4月1日：國鐵分割民營化後，由JR北海道繼承。
- 2024年12月13日：JR北海道宣布東瀧川站將隨著2025年3月列車時刻表的改點而被廢站[6][7]。
- 2025年3月15日：廢站[8]，降格為東瀧川信號場[3]。

## 鄰近車站
北海道旅客鐵道（JR北海道）
■根室本線
快速（包括「狩勝」）
通過
普通
瀧川（A21）－（一之坂信號場）－（東瀧川信號場）－（幌岡信號場）－赤平（T23）
- 為廢除信號場

## 外部連結
- 東瀧川車站 （页面存档备份，存于）（日文）
- 參觀全部車站之旅 （页面存档备份，存于）（日文）